# 코스타리카의 국기

코스타리카의 국기 (비율 3:5)

코스타리카의 정부기

코스타리카의 국기는 1906년 11월 27일에 공식적으로 채택되었다. 그러나 지금과 같이 파란색, 하얀색, 빨간색의 가로 줄무늬 배치 형태는 1848년 코스타리카가 중앙아메리카 연방에서 탈퇴하면서 정착된 것이다.
파란색은 하늘, 기회, 이상주의, 인내를, 하얀색은 평화, 지혜, 행복을, 빨간색은 나라를 지키기 위해 순교자들이 흘린 피, 국민의 온화함과 관용을 의미한다. 가로세로 비율은 3:5이고 줄무늬 비율은 1:1:2:1:1이다. 조선민주주의인민공화국의 국기와 거의 비슷하며 태국의 국기와는 색 배치가 반대이다. 정부에서 사용하는 깃발에는 국장이 그려져 있다.

## 색상
| 색상 | 파랑               | 하양                  | 빨강                |
| ---- | ------------------ | --------------------- | ------------------- |
| RGB  | 0–43–127 (#002B7F) | 255–255–255 (#FFFFFF) | 206–17–38 (#CE1126) |

## 과거의 기

1823년 ~ 1824년
1824년 ~ 1839년
1821년 ~ 1823년
1823년 ~ 1824년 5월
1824년 5월 ~ 11월
1824년 11월
1824년 11월 ~ 1840년
1840년 ~ 1842년
1842년 ~ 1848년
1848년 ~ 1906년
정부기 (1906년 ~ 1964년)
정부기 (1964년 ~ 1998년)

## 같이 보기
- 조선민주주의인민공화국의 국기
- 태국의 국기